# 41 Cumberland Road
Le 41 Cumberland Road est l'adresse de l'ancien domicile de Bruce Lee à Hong Kong dans le quartier de Kowloon Tong (en), où il a passé sa dernière année avec sa famille. Le lieu est affectueusement surnommé le « Nid de la Grue »
Situé dans le district de Kowloon City, il est démoli en septembre 2019.

## Histoire
Bruce Lee s'installe au 41 Cumberland Road avec sa famille en juin, juillet, ou août 1972. Il meurt à Hong Kong le 20 juillet 1973.
En 1974, l'homme d'affaires chinois Yu Pang-lin (en) achète la propriété au fondateur de la Golden Harvest, Raymond Chow, pour environ 1 million HK$. Le lieu est ensuite reconverti en love hotel,.
Le 6 janvier 2009, Yu Pang-lin annonce que le 41 Cumberland Road sera préservé et transformé en site touristique,. Il meurt cependant en 2015 avant que ce plan ne se matérialise.
En 2018, le petit-fils de Yu, Pang Chi-ping, déclare : « Nous allons convertir la demeure en un centre d'études chinoises l'année prochaine, où seront dispensé des cours de mandarin et de musique chinoise aux enfants ».
En juillet 2019, il est annoncé que la démolition du site est imminente. Des problèmes structurels rendant l'entretien du bâtiment « irréalisable » ont été cités, tandis qu'une mosaïque laissée par Bruce Lee et quatre cadres de fenêtres auraient été préservés, la maison est finalement démolie en septembre de cette même année.